# 下宇美駅
下宇美駅（しもうみえき）は、かつて福岡県糟屋郡宇美町にあった日本国有鉄道（国鉄）勝田線の駅（廃駅）である。勝田線の廃線により、1985年（昭和60年）4月1日に廃駅となった。

## 歴史
- 1919年（大正8年）10月12日：筑前参宮鉄道の下宇美停留場として開業[1]。
- 1936年（昭和11年）頃：宇美八幡停留場と改称[2]。
- 1941年（昭和16年）3月28日：三菱鉱業勝田鉱業所専用鉄道運輸開始認可（宇美堅坑-宇美八幡間1.4km、動力蒸気、軌間1067mm）[3][4]
- 1942年（昭和17年）9月19日：筑前参宮鉄道が九州電気軌道（9月21日 西日本鉄道に改称）に合併し、宇美線となる。
- 1944年（昭和19年）5月1日：戦時買収による国有化で勝田線なり、信号場に変更、下宇美信号場となる[2]。
- 1950年（昭和25年）1月10日：駅に昇格し、下宇美駅となる[5]。
- 1963年（昭和38年）4月1日：業務委託駅となる（日本交通観光社に委託）[6]。
- 1985年（昭和60年）4月1日：勝田線の廃止に伴い営業廃止[2]。

## 駅構造
かつては、三菱鉱業勝田鉱業所専用線も接続していた大きな駅であったが、閉山後急速に寂れて駅も小さくなり、末期は単式ホーム1面1線のみを有する簡素な無人駅となった。ちなみに当駅の待合所はバス停留所のそれに近いものであった。廃駅後に周辺は遊歩道となったが、駅のホームは残っている。

## 駅周辺
宇美八幡宮の最寄駅であった。なお駅は福岡県道68号福岡太宰府線に面していて、駅前にバス停が設けられていた。そちらのほうが便数も多いことからよく使用されていた。

## 隣の駅
日本国有鉄道
勝田線
志免駅 - 下宇美駅 - 宇美駅